# Bandera de Lluçà
La bandera oficial de Lluçà (Lluçanès) té la següent descripció:
Bandera apaïsada, de proporcions dos d'alt per tres de llarg, groga, amb el castell de l'escut blau clar d'alçària 3/4 de la del drap i amplària 13/36 de la llargària del mateix drap, al centre.
Va ser aprovada en el Ple de l'Ajuntament del 2 d'agost de 2002, i publicat en el DOGC el 21 d'octubre del mateix any amb el número 3744.